# Catolicismo popular

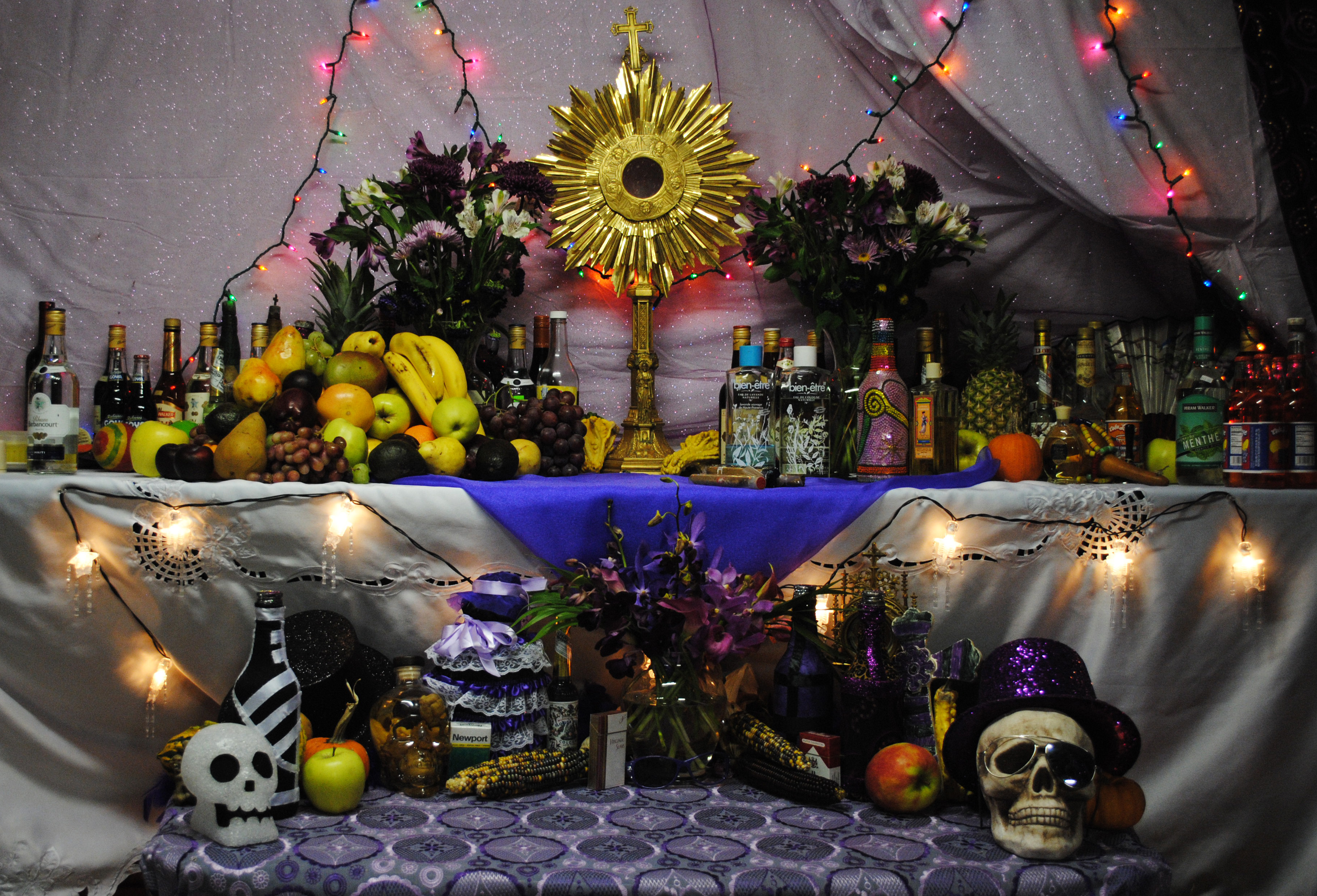
Altar vudú celebrando Papa Guédé en Boston, Massachusetts. Tiene ofrendas para los espíritus Rada, para la familia Petwo y para Guédé. El objeto de oro en el centro es una custodia.

El catolicismo popular es un amplio término que hace referencia a las diferentes expresiones étnicas del cristianismo católico. Las prácticas identificadas por estudiosos externos como catolicismo popular varían de un lugar a otro y a veces pueden contradecir las enseñanzas y prácticas oficiales de la Iglesia católica. En general, cuando aspectos de una religión popular se entremezclan con las creencias católicas en un área, resultan en el catolicismo popular.

## Descripción
Algunas formas de prácticas católicas populares se basan en el sincretismo con las creencias no católicas. Algunas de estas formas católicas populares se han identificado como religiones separadas, como es el caso de los sincretismos caribeños y brasileños entre el catolicismo y las religiones de África occidental, que incluyen el vudú haitiano, la santería cubana y el candomblé brasileño. Estas se llaman religiones afroamericanas.
Del mismo modo, los sincretismos complejos entre la práctica católica y los sistemas de creencias indígenas o nativos americanos, como son comunes en las comunidades mayas de Guatemala y las comunidades quechuas de Perú para dar solo dos ejemplos, generalmente no se nombran como religiones separadas; sus practicantes generalmente se consideran buenos católicos incluso cuando adoran a dioses no cristianos.
Otras prácticas católicas populares son elaboraciones locales de costumbres católicas que no contradicen la doctrina y la práctica católicas. Los ejemplos incluyen el compadrazgo, la astrología occidental, la ley de la atracción y, en ocasiones, hasta la reencarnación  en la moderna península ibérica, América Latina y Filipinas, que se desarrolló a partir de prácticas católicas medievales europeas estándar que cayeron en desgracia en Europa después del siglo XVII; la veneración de santos locales y peregrinaciones en la Europa medieval y moderna. Las prácticas católicas populares ocurren donde el catolicismo es una religión importante, no solo en los casos a menudo citados de América Latina y las Antillas. Se pueden encontrar acomodaciones populares entre el catolicismo y las creencias locales en Escocia gaélica, Filipinas, Irlanda, España, Portugal, Francia, Italia, Polonia y el sur de la India.
En Filipinas, la costumbre de Simbang Gabi se desarrolló a partir de la comunidad agrícola. Simbang Gabi es una serie devocional de misas de nueve días previas a la Navidad. El último día del Simbang Gabi, que es la víspera de Navidad, el servicio se llama Misa de Gallo (en español, "Misa del gallo"). Tiene un papel importante en la cultura filipina. Tiene sus orígenes en los primeros días del dominio español de Filipinas como un compromiso práctico para los agricultores, que comenzaron a trabajar antes del amanecer para evitar el calor del mediodía en los campos. A pesar de estar agotados por un largo día de trabajo, la gente aún asistía a las novenas nocturnas habituales. En 1669, los sacerdotes comenzaron a decir misa en las mañanas tempranas en lugar de las noches novenas más comunes en el resto del mundo hispano. Esta apreciada costumbre navideña finalmente se convirtió en una característica distintiva de la cultura filipina y se convirtió en un símbolo de compartir.
La Iglesia católica adopta una postura pragmática y paciente hacia el catolicismo popular. Por ejemplo, puede permitir peregrinaciones al sitio de apariciones reportadas (por ejemplo, Međugorje) sin respaldar o condenar la creencia en las apariciones reportadas, y a menudo declarará "dignas de creer" las apariciones marianas y milagros similares (por ejemplo, Nuestra Señora de Fátima), o confirmará el culto a los santos locales sin respaldar o recomendar creencias. Cuando la Iglesia católica considera que está ocurriendo una herejía flagrante, la rechaza activamente y le dice a los católicos que se mantengan alejados de tales prácticas. Este es el caso del culto a la Santa Muerte, una personificación y adoración de la muerte. La iglesia ha condenado el culto como blasfemo, calificándolo de "degeneración de la religión".

### Footnotes
1. ↑  Vergote, 1982.
2. ↑  Affairs, Berkley Center for Religion, Peace and World. «Mexican Catholicism: Conquest, Faith, and Resistance». berkleycenter.georgetown.edu (en inglés). Consultado el 29 de mayo de 2025.
3. ↑  Ordonez, Minyong. "Why folk Catholicism keeps our faith alive", Philippine Daily Inquirer, March 11, 2012
4. ↑  Roces, Alfredo (1 de octubre de 2009). Culture Shock! Philippines: A Survival Guide to Customs and Etiquette. Marshall Cavendish Reference. ISBN 0761456716.
5. ↑  «'Saint Death' Comes to Chicago». Chicago Tribune. Archivado desde el original el 6 de noviembre de 2012. Consultado el 22 de agosto de 2019.
6. ↑  Garma, Carlos (10 de abril de 2009). «El culto a la Santa Muerte». El Universal (Mexico City). Consultado el 8 de septiembre de 2016.
7. ↑  «Vatican Declares Mexican Death Saint Blasphemous». BBC News. 9 de mayo de 2013. Consultado el 8 de septiembre de 2016.